# 前田君
前田君（まえだくん）は、株式会社MAEDAXラボ代表取締役兼塾長。漫画家アシスタント。本名：前田 耕作（まえだ こうさく）。鹿児島県姶良郡牧園町（現・霧島市）出身。声優などアニメーション関連の活動時はMAEDAX（まえだっくす）、MAEDAX G（まえだっくす ぐれーと）、MAEDAX R（まえだっくす ろまん）名義を使用することもある。

## 略歴
福岡の短大卒業後、瀬口たかひろのアシスタント「M作」として活動。『オヤマ! 菊之助』終了後に上京し、久米田康治のアシスタントとなる。一時期、久米田のアシスタントを務めた畑健二郎の『ハヤテのごとく!』でもアシスタントも行っていた。アシスタント業と並行して前田こうさく名義で『ニュース漫キモ』を『FLASH』にて連載していた。『さよなら絶望先生』連載終了後にクメタプロダクションを退社し、2013年11月から、株式会社MAEDAXラボの代表取締役社長として、漫画教室の経営、漫画アシスタント育成･派遣業務を行っている。

## 人物
眼鏡をかけ、スキンヘッドである。クメプロではチーフアシスタント的な役割を担っているほか、アニメの打ち合わせへの参加や兄弟子である畑健二郎に声優のオファーをするなど秘書的役割もする。作画は主に背景を担当している。
『かってに改蔵』をはじめとする久米田作品の作中に登場する。ネタとして、出会い系サイトを利用し過ぎてパケット代4万6000円、風俗での珍行動、性病などだが、あくまで作中でのキャラクターであって実際の本人がそうだということではない。
兄弟子にあたる畑に対しては、「林原めぐみの唄は畑さんのものなので、歌いたくても歌いません!」と述べる。その一方で『ハヤテのごとく!』作中においても前田君がキャラとして確認できる。畑は「プロのアシスタントとしては恐ろしく有能でもの凄い技術の持ち主」と評する。アニメーターの龍輪直征とは友人。秋葉原のメイド喫茶やに入店したり、3万円もする特別席で『崖の上のポニョ』を一緒に見に行ったりした。
『もう、しませんから。』で、同棲中の彼女がいることを公表する。瀬口のアシスタント時代に知り合った柏木志保と付き合っていた。
アニメ『さよなら絶望先生』では「MAEDAX」として声優活動する。その際、アフレコ現場に入ったことをネタにされ、単行本第十集・九十七話にて「まじムカツク」と書かれる。またアニメではオープニングや高校の時計、モザイクの代わりなどとして、実写の顔が使われる。『週刊少年サンデー』の2007年7月11日分の畑健二郎「バックステージVol.139」の中でも、アニメと同様のモザイク扱いの前田君を確認できる。
2010年には一般女性と結婚。同単行本24巻にて、この事を久米田に頼んで報告させた。なお婿養子入りしたため、「前前田君」という呼び名が生まれた。
2012年10月15日にTwitter上にてクメプロから独立すること、Twitterを休止することを報告した。

## 連載
- ニュース漫キモ（2008年・全15回、光文社『FLASH』）
- MAEDAXの背景萌え!（一迅社『月刊ComicREX』）

## アシスタント
- オヤマ! 菊之助（1996年 - 2001年、中 - 後期）
- かってに改蔵（1998年 - 2004年、中 - 後期）
- ハヤテのごとく!（2004年 - 2017年、初期）
- さよなら絶望先生（2005年 - 2012年、初期から）

## 出演作品
マンガ
以下の作品において様々な形で登場する。
- かってに改蔵（1998年 - 2004年）
- さよなら絶望先生（2005年 - 2012年）
- ハヤテのごとく!（2004年 - 2017年）

テレビアニメ
劇中に登場する他、声優としても出演を果たしている。
- さよなら絶望先生（2007年） - MAEDAX名義、クリーニング屋の役で声優デビュー 
  - 俗･さよなら絶望先生（2008年） - MAEDAX MAEDAX G名義
  - 獄･さよなら絶望先生（2008年） - MAEDAX MAEDAX G名義
  - 懺･さよなら絶望先生（2009年） - MAEDAX G、MAEDAX R名義 、第12話のイラストも担当

OVA
- かってに改蔵（2011年） - MAEDAX名義（アシスタントOの役で声優出演）

ラジオ
- さよなら絶望放送 - 第67回ゲスト出演（第68回は見学）
- 酷・さよなら絶望放送 宙 - さのすけ絵描き歌（歌・絵を担当）

テレビ
- モヤモヤさまぁ〜ず2 - 第358回（代々木〜原宿周辺）-アシスタント背景美塾 MAEDAX派の塾長MAEDAXとして

## CD
アルバム
- さよなら絶望先生 キャラクターソングアルバム『絶望歌謡大全集』（MAEDAX名義/2007年11月21日 KICA-891）